# Rå (teater)

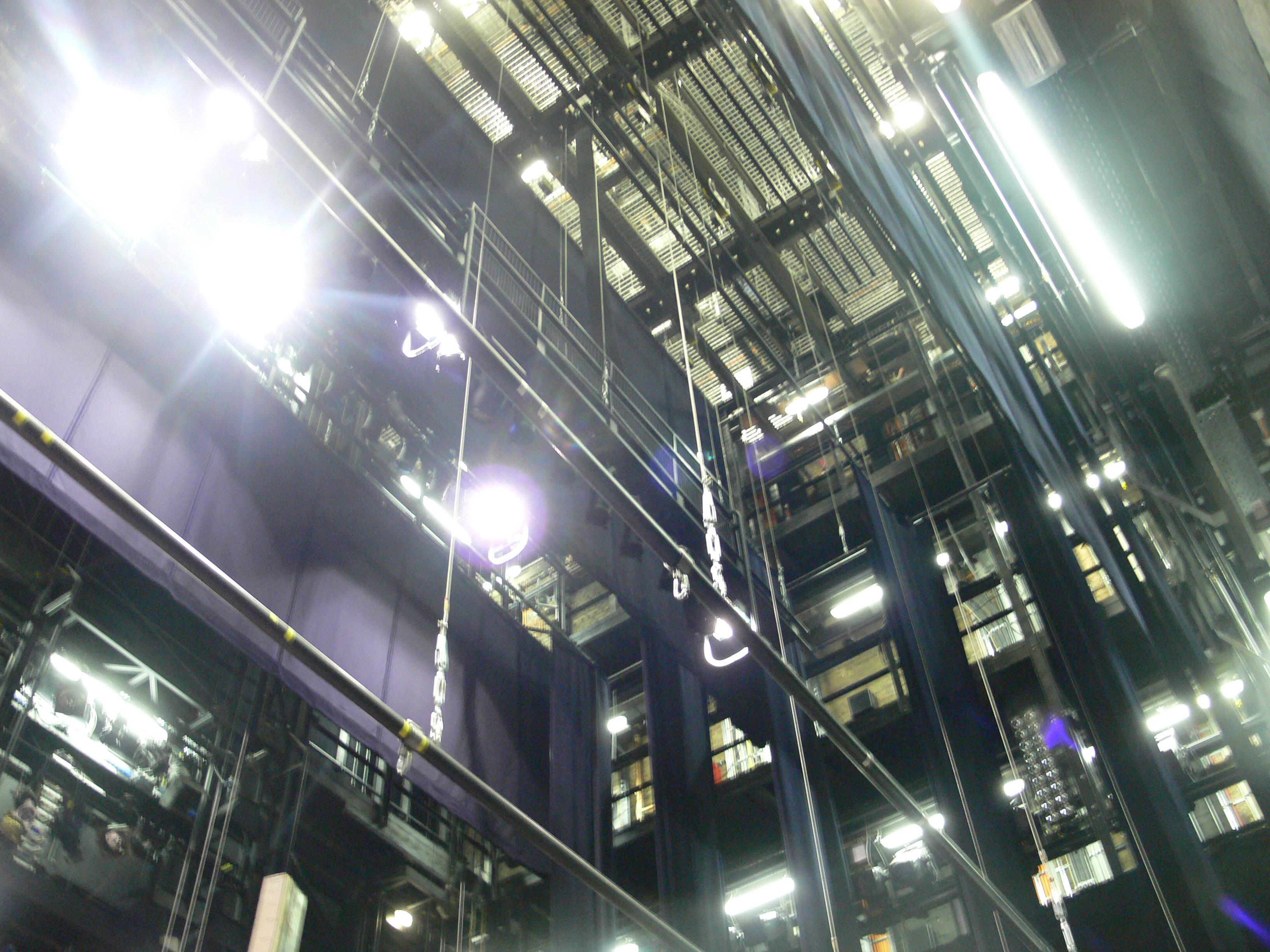
Rår över en teaterscen i Tyskland.

Ett rå på en teater är en stång som går parallellt med scenöppningen och som går att hissa upp och ner. På stången hänger man en kuliss. När kulissen används hissas rået ner så att kulissen blir synlig för publiken och när den inte ska synas hissas den upp. Ovanför scengolvet behövs alltså en höjd som är dubbelt så hög som kulissen. Rår finns framför allt på den typ av teaterbyggnad som kallas tittskåpsteater.
Man behöver i regel mer än ett rå. En teater kan ha 20-40 rår och det kallas ett råsystem. Det finns manuella och motordrivna råsystem.
I ett manuellt råsystem har varje rå har en motvikt som anpassas till den kuliss som hänger på den så att de väger lika. Då är det lätt för en scenarbetare att hissa kulissen upp och ner i önskad fart. Scenarbetaren står i regel på en för ändamålet avsedd balkong  bredvid och ovanför scenen. Han eller hon behöver inte ha uppsikt över själva scenen utan har markeringar på repen.
Ett motordrivet råsystem styrs med en dator. Det måste dock finnas en scenarbetare på plats som kan bromsa, skynda på eller göra mindre manuella justeringar under föreställningen.
Ett manuellt system kräver mer personal, men är tystgående och flexibelt. Ett motordrivet system kan höras av publiken, är inte alltid snabbt justerbart, men kräver mindre personal. Allt eftersom tekniken förbättrats har de motordrivna råsystemen blivit vanligare.
Ett råsystem är nödvändigt för en teaterscen som använder sig av kulisser.